# خوليو إم. فرنانديز
خوليو إم. فرنانديز (بالإنجليزية: Julio M. Fernandez)‏ هو عالم وعالم أحياء أمريكي، ولد في 1954.